# Dans la poussière du soleil
Dans la poussière du soleil ist ein im deutschsprachigen Raum nicht gezeigter Western, den Richard Balducci mit Maria Schell in einer Hauptrolle inszenierte. Der Handlung zugrunde liegt William Shakespeares Drama Hamlet.

## Handlung
Im kleinen, staubigen Westernstädtchen San Angelo tötet der Landbesitzer Joe Bradford seinen Bruder und heiratet dessen Frau Gertie. Deren Sohn Hawk, ein leicht autistisch wirkender und einfach erscheinender Junge, findet das nicht richtig und beschließt, die Verhältnisse geradezurücken. Joe war in Wirklichkeit auch nur auf die Ranch seines Bruders aus; das erfährt Hawk, hinter dem alle Mädchen des Ortes her sind, vor allem Maria, die Tochter des Sheriffs, die sich ihm bei einem Ausritt auch nackt präsentiert. Hawk kann damit nichts anfangen und bringt sie quer über den Sattel zurück, wie Gott sie schuf. Der entrüstete Sheriff stellt Hawk zur Rede, dessen fixer Umgang mit der Pistole zum Tod des Sheriffs führt. Das ruft Marias Bruder auf den Plan, einen Pistolenhelden, der es dem mittlerweile in Liebe zugetanen Pärchen schwer macht, deren Familien im unerbittlichen Endkampf gegeneinander vorgehen.

## Kritik
Der Film wurde von der Kritik kaum wahrgenommen; gelobt wurden einzelne Szenen wie die Eröffnungssequenz, der Film als Ganzes eher mittelmäßig bewertet.